# Milan (Tennessee)
Milan város az Amerikai Egyesült Államok Tennessee államában, Gibson megyében. Lakosainak száma 8171 fő (2020. április 1.).

## Népesség
A település népességének változása:

| 2010 | 7 851 |
| 2020 | 8 171 |